# Orges (Haute-Marne)
Orges é uma comuna francesa na região administrativa de Grande Leste, no departamento de Haute-Marne. Estende-se por uma área de 17,52 km². Em 2010 a comuna tinha 350 habitantes (densidade: 20 hab./km²).